# 2020年アメリカ合衆国大統領選挙における郵便投票不正疑惑

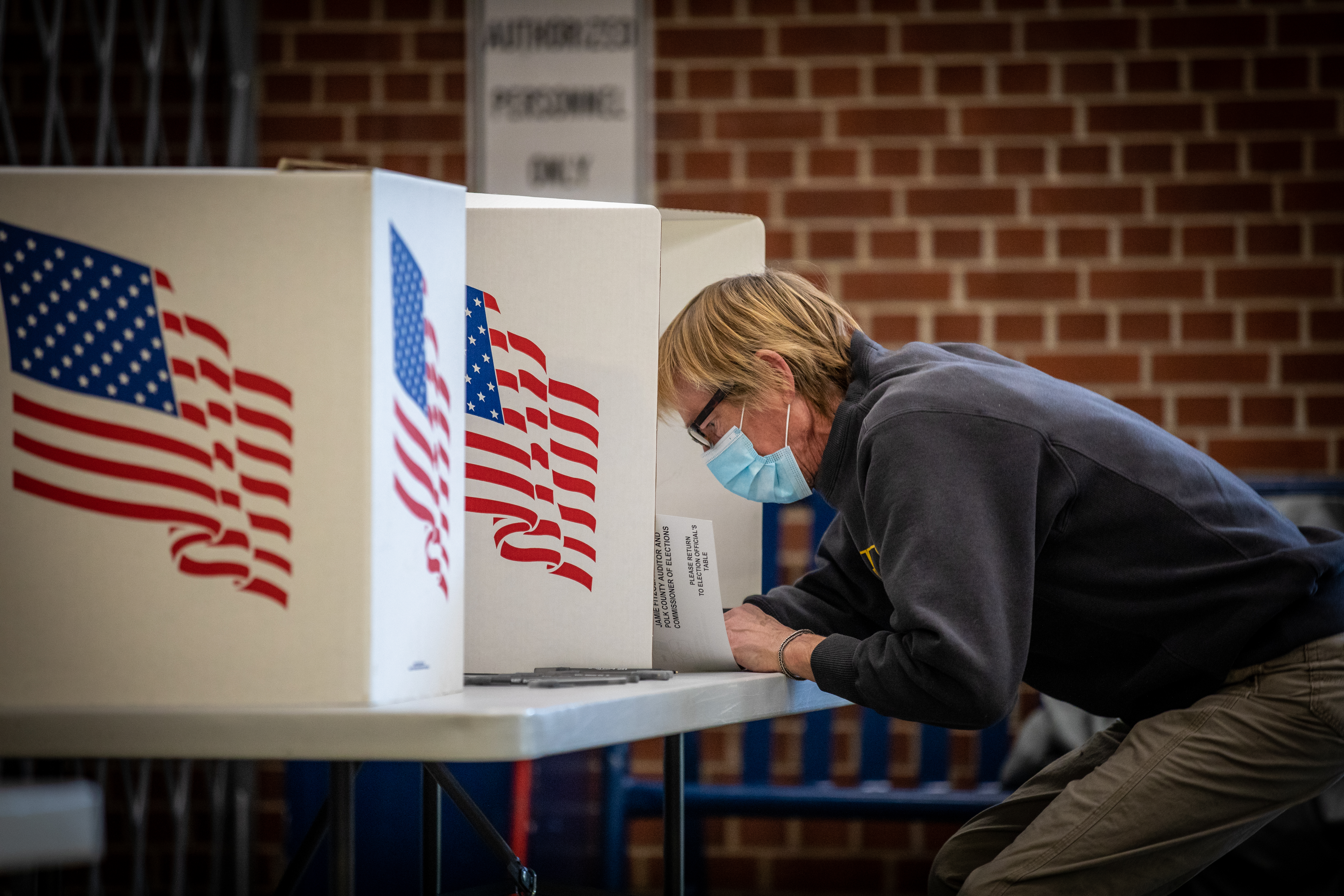
アイオワ州デモインのセオドア・ルーズベルト高校で投票する国民。

2020年アメリカ合衆国大統領選挙における郵便投票不正疑惑（2020ねんアメリカがっしゅうこくだいとうりょうせんきょにおけるゆうびんとうひょうふせいぎわく、英語: Alleged irregularities in the 2020 United States Presidential election）とは、2020年アメリカ合衆国大統領選挙において、第45代アメリカ大統領であるドナルド・トランプとその陣営や支持者らによって主張されている郵便投票不正疑惑である。
トランプは「不正投票」が自分の大統領としての2期目を阻止したという根拠のない主張をもとに訴訟を連発したが、裁判所に棄却されたり、自ら取り下げたりが続き、12月11日に、テキサス州のケン・パクストン司法長官らによるジョージア州、ミシガン州、ペンシルヴェニア州、ウィスコンシン州の4州結果無効の訴え(en:Texas v. Pennsylvania)が「テキサス州には原告適格がない」として連邦最高裁判所に退けられたことで法廷闘争も敗北が決定付けられた。選挙結果を覆す当面の法的手段は事実上尽きた。2021年3月8日に昨年の大統領選挙でのウィスコンシン州の集計結果を無効にすることを求めた訴訟が連邦最高裁により却下されたことで全ての裁判が終了した。NBCテレビは「トランプ氏の最後の挑戦が却下された」、米紙ヒル（電子版）は「バイデン大統領の勝利を覆そうとするトランプ氏の無駄な闘争は、終幕を迎えた」と伝えた

## 背景
新型コロナウイルス感染症の世界的流行により期日前投票や郵便による投票が解禁されたため、今回の大統領選挙では事前投票制度 (日本でいう期日前投票制度)と郵便投票による投票数が過去最高のものとなった。その影響によりいくつかの州では開票に時間がかかり、各報道機関では当選者を公表するのが11月7日までずれこみ4日ほど遅れる結果となった。大統領選挙の投票日である11月3日の夜、ジョー・バイデンが大統領選における勝利を宣言すると、共和党候補者のドナルド・トランプとその周りの官僚らが多数の根拠のない、つまり証拠を用いずに主張を挙げ、選挙の正当性に疑問を投げかけた。トランプは開票前にも開票後にも投票で不正が行われたと主張をしているがいずれも根拠を示していないものである。FacebookやTwitterではトランプによる申し立てに反対する運動が起きており、Facebookは抗議デモにつながりかねないとしてトランプの主張を支持するグループである「StopTheSteal（投票を奪うのをやめろ）」を削除した。バイデン陣営はトランプ側の訴えをはねのけ、郵送されたものも含むすべての投票用紙を数え直すべきであると主張した。11月4日から11月8日にかけてトランプ側はいわゆる"第三者による票集め"や不法な投票、機械エラー、勝手に投票用紙が破り捨てられたり（Vote dumping）、遅配票があったとして訴訟を起した。11月21日までにトランプ陣営が起こした訴訟32の内30は敗訴か取り下げとなった。

## トランプ陣営・支持者が主張する不正投票と思しき例

### ウィスコンシン州
ウィスコンシン州でトランプの選挙チームの顧問弁護士を務めるJim Troupisが、自身と妻が投票を行った方法である不在者投票に違法性があったとして、同じ方法で行われた投票全てを無効にするようにDane County Board of Canvassersに申し立てた。

### ジョージア州
両候補の票差が僅差であったため、全投票を再集計していたジョージア州で、11月20日までに、5800票の未集計の票が発見され、内6割はトランプに投じた票であった。ジョージア州務長官のBrad Raffenspergerはこれは人為的ミスであったと説明した。ワシントン・ポストが報じる所では、2021年1月2日に、トランプが電話でBrad Raffenspergerに対して、ジョージア州の選挙結果を覆すのに十分な票を発見するように圧力をかけた(Trump–Raffensperger phone call)。この行為は、連邦議会議事堂襲撃事件と並んでドナルド・トランプの2度目の弾劾訴追の原因となった。

### テキサス州
保守系団体Project Veritasは、2020年秋に選挙不正を画策する女性をビデオで告発したが、2021年1月13日、その告発を発端として、郵便投票不正などの罪でサンアントニオで女性が逮捕された。これとは別に、メディナ郡の治安判事を含む4人が同年2月に、選挙不正や、郵便投票を不正に助けたり、投票封筒や投票用紙を不正所持した事などで逮捕された。

### ネバダ州
リチャード・グレネルは、「ここ、ネバダ州で投票した3060人のことなんだが... 彼らはネバダ州在住ではない。これは違法だ（"3,060 people here in Nevada that voted … illegally, they are not residents of Nevada."）」と強く主張した。共和党の法律家はクラーク郡で投票した3000人以上の名簿を公表し、彼らが投票した時点でクラーク郡の住人ではなかったと伝えている。しかしネバダ州では、投票日30日前に投票のためにネヴァダ州に移住することや、他の州の大学に在籍する大学生がネバダ州で投票することを容認しているため、グレネルの言う違法性は証明できないものである。またその名簿には郵便投票をした海外駐在の軍人も掲載されていた。

### ペンシルベニア州
11月7日、21000人以上の死者が有権者名簿から削除されておらず、そのうち12000人以上の死者が依然として現役有権者として登録されていることに関して、民間の法律事務所であるPublic Interest Legal Foundationが、その資格差し止めを求め選挙一か月前に連邦裁判所に提訴していたと報道された。
その後その訴訟は2019年に起こされた裁判であり、大統領選前の2020年6月の時点で有権者名簿の誤りが訂正されたことで取り下げられたものであると報道された。

### ミシガン州
ミシガン州でも死者の投票した投票用紙が有効となっていたがこれに対し専門家は、ソフトウェアがおかしくなったりヒューマンエラーや秘密保持などといった理由により、有権者名簿に年齢がありえないほど高い有権者 (つまり極端な例えでいえば、150歳や200歳なども含まれる)も記載されることがある、と説明しいわゆる"死者の投票数を有効とした"という主張は不正確なものであると主張した。
投票用紙の一部が処分されたことについては、一つの要因としては開票時にDecision Desk HQのシステムエラーがありその結果バイデンに多くの票が入ってしまったと言われている。しかし当然ながらこのような"システムエラー"に対して疑問が浮上し、後の調査の結果この"エラー"は人為的ミス (タイプミス)に起因していたことが明らかとなった。バイデンへの投票数が実際は15371票だったのに対し、責任者が"誤って"末尾に0を加えてしまったため153710票になってしまったという。なおこの誤った数値はすぐさま修正された。

## メディアの報道
CNNは根拠のない不正選挙を主張するトランプを批判し、一方FOXニュースは「不正の疑いがあるなら調査が必要だ」と同調したうえで、「不正の証拠を示せと言うなら、不正がないことの証拠も示さないといけない」などと発言した。大勢が決まって以降もFOXはトランプ陣営や共和党関係者を次々と出演させ、不正選挙を訴えさせたことで、電子投票システム企業のスマートマティックから虚偽報道で法的通知を送られた。そのFOXも、トランプ敗北が確実になったことでバイデンを「次期大統領」と呼んだ。
さらに、不正選挙に関する陰謀論はソーシャルメディアを中心に拡散された。この種のデマは、他の陰謀や偽情報が易々とそこにはめ込まれてしまう「メタナラティブ（包括的な物語）」であるがゆえ、FacebookやTwitterなどのプラットフォームにとっては対処が特に難しい。これに対し、FacebookやTwitterは米大統領の投稿に事実確認の警告ラベルを表示したほか、ネット上のコミュニティーそのものを削除するなど対応した。デマの拡散が規約違反だとしてトランプのアカウントが凍結されて以降の1週間で、大統領選の不正を訴えるネット上のデマが73％も減少した。大手メディアは「ファクトチェック」を行い、事実を報道した。

### 日本
日本でもネット上に大量の誤情報や、根拠のない情報、さらにはミスリードな情報が拡散され、まとめサイトや新興宗教系のメディアのメディアが起点となった。現実でのデモも行われ、主催者には統一教会や幸福の科学が関わっていた。その他のメディアでも、「PRESIDENT」や「JBpress」は不正選挙疑惑の記事を掲載し続けた。